# فحص الطلاب الأجانب يوس

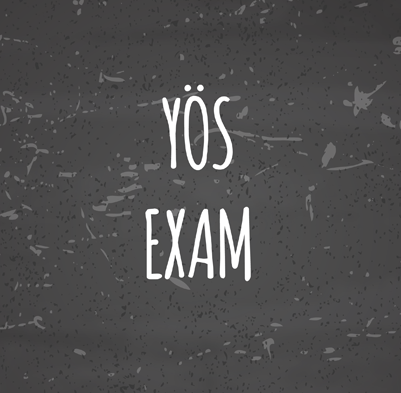
صورة لاختبار يوس

فحص الطلاب الأجانب في تركيا (بالتركية: Yabancı Uyruklu Öğrenci Sınavı)‏ المعروف اختصارا بامتحان (YÖS)، هو امتحان القبول المصمم للطلاب الأجانب الراغبين في الدراسة بمؤسسات التعليم العالي في تركيا.
ينظم هذا الفحص (الامتحان) ويديره مركز اختيار وتوظيف الطلبة المعروف اختصاراً بـ (ÖSYM). تنطبق نتائج هذا الامتحان فقط على الطلاب الذين يرغبون في الانخراط في برامج تعليم المرحلة الجامعية (البكالوريوس).
الطلاب المسجلين حالياً في برامج البكالوريوس الذين يسعون للإنتقال إلى جامعة أخرى، وأيضا أولئك الذين يرغبون في متابعة برامج الدراسات العليا، يمكنهم التقدم مباشرة إلى الجامعات والكليات التي يرغبون فيها بدون أداء امتحان يوس YÖS مرة أخرى.
يتقدم حوالي 9200 طالب سنوياً من مختلف البلدان لأداء امتحان يوس YÖS.

## الاختبار
يوس YÖS هو امتحان القبول للأجانب الذين هم على استعداد للدراسة في الجامعات التركية، وهو نوع من الإختبارات يختلف عن الامتحانات المعتادة أثناء عملية التعليم، إذ هو يفحص المستوى الفكري العام للطلاب. النسخة الأصلية (الحكومية) من امتحان يوس YÖS تتكون من جزأين:
- الجزء الأول: «اختبار مهارات التعلم الأساسية»، ويتم فيه تقييم التفكير المجرد (abstract reasoning) للطالب. ويتضمن أسئلة من مختلف مجالات المعرفة للتحقق من المهارات الأساسية. تعتمد الأسئلة على الحد الأدنى من اللغة ولكن يتم إعطاء تفسيرات باللغة التركية والإنجليزية. يتضمن هذا القسم 40 سؤالاً لتحديد نسبة الذكاء IQ
- الجزء الثاني: «اختبار مادة الجبر والهندسة» ويتضمن عادة 30 سؤال في مادة الجبر، و 10 اسئلة في مادة الهندسة، قد تتطلب الأسئلة مستوى متقدم من اللغة التركية، ولكن الكثير من الجامعات تقدم الترجمة باللغة الإنجليزية

مدة الاختبار تختلف من جامعة إلى أخرى لكن عادة ما تكون في حدود 90 دقيقة

## الجامعات المنظمة للاختبار
كان اختبار يوس YÖS يُعقد في السابق في الجامعات الحكومية التركية فقط، ولكن بدأت الجامعات الخاصة في وقت لاحق تنظيم هذا النوع من الامتحان الخاص بها. يظل نمط امتحان يوس YÖS في الجامعات الخاصة مماثل لامتحان النسخة الأصلية من يوس YÖS، ولكن الجامعات الخاصة قد تغير محتوى ونوع الأسئلة.
قد يختلف اختبار يوس YÖS في بعض الجامعات الخاصة عن اختبار يوس YÖS الأصلي، ولكنه يتيح الإلتحاق بتلك الجامعة الخاصة فقط، ولكن لا يمكن الإلتحاق بالجامعات الحكومية إلا إذا تم الحصول على اختبار يوس YÖS الأصلي.

## التقدم للجامعات التركية
يُجرى اختبار يوس YÖS في العديد من الجامعات التركية، وينبغي مراعاة قراءة شروط القبول في الجامعة التي تريد الإلتحاق بها لأن بعض الجامعات لا تطلب اختبار يوس YÖS. كذلك، بعض هناك بعض الجامعات الخاصة التي تقبل نتائج الاختبارات الدولية أو دبلومات المدارس الثانوية.
استوضح عند طلب التقدم للإمتحان ما إذا كانت الجامعة التي ترغب بالإلتحاق بها يمكن أن تقبل بنتائج يوس YÖS التي تم الحصول عليها من جامعة خاصة أخرى.

## الرسوم
تنظم بعض الجامعات الخاصة اختبار يوس YÖS مجاناً، بينما البعض الآخر قد يتطلب رسوماً معينة.
ولكن أغلبها تكون بأجور مالية.
ولهذا السبب المالي، فإن اجتياز امتحان يوس YÖS في جامعة ما قد لا يكون مؤهلاً لتقديم نتيجة ذلك الاختبار إلى جامعة أخرى.

## اختبار عام 2017
تنظم جامعة اسطنبول يوم 29 أبريل 2017 امتحان يوس YÖS وذلك في 64 دولة، ويكون الاختبار بخمس لغات هي:
- اللغة التركية.
- اللغة الإنكليزية.
- اللغة العربية.
- اللغة الروسية.
- اللغة الفرنسية.

## وصلات خارجية
- البحث عن جامعة في تركيا.
- دليل الطلاب المتقدمين لاختبار القبول بجامعة إسطنبول.
- رابط التقدم بطلب امتحان يوس YÖS في جامعة إسطنبول وأماكن انعقاد الاختبار في دول العالم.
- رابط تقديم الإقتراحات لاختبار يوس YÖS لعام 2017.
- اختبار يوس YÖS في الجامعات الخاصة.
- مكتب العلاقات الخارجية
- يمكن التعرف على المحافظات التركية من خلال النقر على خريطة تقسيم محافظات تركيا: